# Isla Joinville
La isla Joinville es la isla más grande del archipiélago de Joinville en la Antártida. Está situada a 63°15′S 55°45′O / -63.250, -55.750 en el extremo noreste de la península Trinidad (o Luis Felipe) en la punta de la península Antártica, de la cual la separa el estrecho Antarctic. 
Mide aproximadamente 74 km en la dirección este-oeste y 22 km de ancho. Está completamente cubierta por el hielo.
La isla Joinville fue descubierta y cartografiada de manera aproximada en 1838 por la Expedición Antártica Francesa al del capitán Jules Dumont D'Urville, quien la llamó así en honor a Francisco de Orleans, Príncipe de Joinville (1818-1900), que fue el tercer hijo de Luis Felipe I de Francia, Duque de Orleans.

## Reclamaciones territoriales
Argentina incluye a la isla en el departamento Antártida Argentina dentro de la provincia de Tierra del Fuego, Antártida e Islas del Atlántico Sur; para Chile forma parte de la comuna Antártica de la provincia Antártica Chilena dentro de la Región de Magallanes y de la Antártica Chilena; y para el Reino Unido integra el Territorio Antártico Británico. Las tres reclamaciones están sujetas a las disposiciones del Tratado Antártico.
Nomenclatura de los países reclamantes: 
- Argentina: isla Joinville
- Chile: isla Joinville
- Reino Unido: Joinville Island